# 장총명
장총명(張聰明, 1920년 ~ 2008년 3월 27일)은 대한민국의 재일동포 운동가이다. 본관은 순천.

## 생애
경상북도 의성군에서 태어났다. 리쓰메이칸 대학교를 졸업했다. 해방 후에 '조선건국촉진청년동맹' 창립에 참가한 것을 시작으로 재일본대한민국민단 가나가와현 본부 단장, 중앙본부 사무총장, 부단장, 감찰위원장, 의장 등을 역임했다. 1979년 3월에 중앙단장에 취임, 2기 6년간의 임기중에 재일동포의 국민연금 가입 실현 등 권익옹호운동과 재일한국인 신용조합의 육성 강화에 힘을 쏟았다.

## 수상
- 1985년 국민훈장 '무궁화장' 수훈.